# Yagua
Yagua is een dorp (Parroquia no Urbana) van 26.000 inwoners in de Venezolaanse gemeente Guacara. Men kan in het nabijgelegen Vigirima petrogliefen bezichtigen.

## Traditionele feesten
Op 3 mei wordt in Yagua het Feest der Bloemen gehouden, een processie waarbij de mensen bloemen op een kruis op een van de bergen in de buurt leggen. Als ze naar Yagua terugkomen, leggen ze ook bloemen op kruisen in de tuinen van hun huizen.

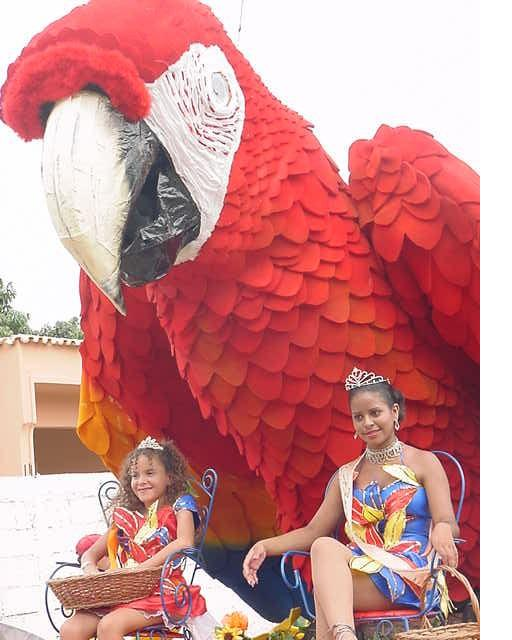
Feest der Bloemen in Yagua
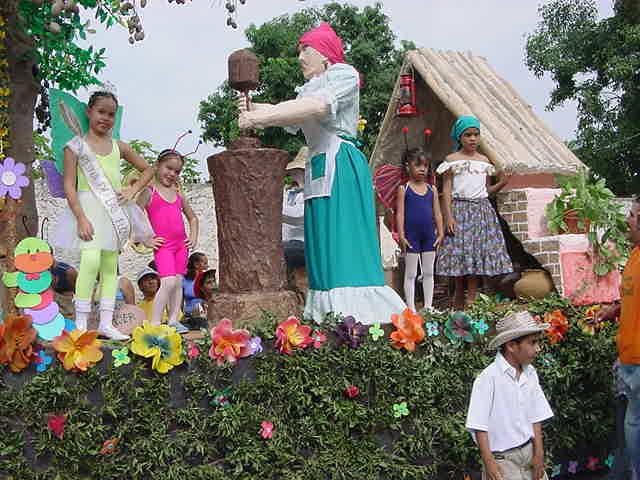
Optocht van het Feest der Bloemen in Yagua

Er zijn ook optochten waar ieder wijk van Yagua wagens en muziek organiseren met motieven die de natuur van Venezuela uitbeelden.
Dat gebeurt de twee laatste zondagen van mei.
In de buurt van Yagua is het op een na grootste benzinedistributiestation van Venezuela gevestigd. Yagua beschikt over een belangrijk regionaal sportcentrum.